# هوراشيو بي فان كليف
هوراشيو بي فـان كليف (بالإنجليزية: Horatio P. Van Cleve)‏ هو ضابط أمريكي، ولد في 23 نوفمبر 1809 في برينستون في الولايات المتحدة، وتوفي في 24 أغسطس 1891 في منيابولس في الولايات المتحدة.